# Pirka
Pirka è una frazione di 3 288 abitanti del comune austriaco di Seiersberg-Pirka, nel distretto di Graz-Umgebung (Stiria). Già comune autonomo, il 1º gennaio 2015 è stato fuso con il comune di Seiersberg per costituire il nuovo comune.